# Три секунды
«Три секунды» (англ. The Informer) — британский драматический фильм режиссёра Андреа Ди Стефано. В главных ролях: Юэль Киннаман, Ана де Армас, Розамунд Пайк и Клайв Оуэн. Сюжет картины основан на одноимённом романе Андреса Рослунга и Борга Хеллстрома. Выход фильма состоялся 30 августа 2019 года в Великобритании.

## Сюжет
Бывший преступник, ныне информатор ФБР Пит Кослов внедрен в польскую мафиозную группировку, действующую в Нью-Йорке. Федеральный агент Уилкокс дает слово, что операция поможет Питу полностью обелить свое имя. Во время операции ФБР был убит другой полицейский под прикрытием. Задержание главы группировки приходится свернуть. Агент вынужден остаться под прикрытием дольше, чем он рассчитывал. Угрожая жизни дочери и жены глава группировки заставляет Пита сесть в тюрьму строгого режима и там организовать сбыт наркотиков. Вскоре Пит начинает понимать, что ФБР бросило его на произвол судьбы и ему самостоятельно придется искать выход из положения. Пит начинает готовить побег.

## В ролях
- Юэль Киннаман — Пит Кослов
- Ана де Армас — София Кослов
- Розамунд Пайк — Уилкокс
- Клайв Оуэн — Мотгомери
- Common — Гренс
- Сэм Спруэлл[англ.] — Слюитт
- Матеуш Косьцюкевич — Сташек Кусик
- Дженна Уиллис — Надя
- Мартин МакКанн[англ.] — Рили
- Дильяна Буклиева — медсестра
- Юджин Липински — Климек
- Рой Бек — руководитель ФБР
- Алекс Зивак

## Съёмки
Съёмки фильма начались 27 сентября 2016 года